# 产品生命周期管理 (市场)

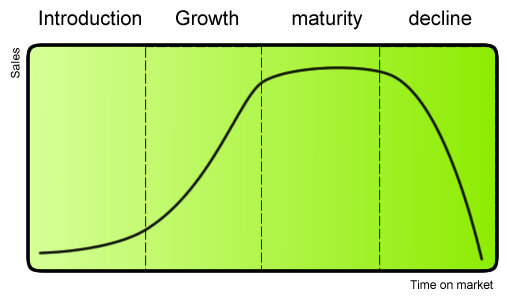
產品處於每一個生命週期需要不同銷售手段

產品生命周期管理（Product Lifecycle Management,簡稱PLM）是覆蓋了從產品誕生到消亡的產品生命週期全過程的、開放的、互操作的一整套應用方案。
為了使產品及時上市，打敗競爭者，投資報酬率（return on investment）極大化，產品知識快速移轉，從市場研究員到產品經理到產品設計員到技術支援等。知識移轉的速度和準確度直接衝擊產品上市及專案總成本二個構面。
落後將導致失去市佔率及營收的機會；不精確招致時間浪費及重新設計的成本。任何成功的產品，嚴謹的產品定義是生命週期的第一步。但是沒有可完善的技術來協助管理，在兩個不同部門間對產品的認知是失序的，例如：產品文件上的產品功能敘述無法即時更新，導致品質、可用性及客戶對產品接受度的降低。
於是軟體業者發展一套資料庫——PLM，來協助公司解決以上問題。
PLM可以從企業資源計畫（ERP）、供應鏈管理（SCM）、客戶關係管理（CRM）系統中提取相關的資訊，並使之與產品知識發生關聯，進而使之用於擴展型企業，使從製造到市場、從採購到支持的所有人都能夠更快速、高效地工作。
這樣就允許在公司間的整個網路上共同工作來進行概念設計、產品設計、產品生產、產品維護，對整個網路的操作就象對一個單獨的機構操作一樣。
PLM允許擴展型企業在公司間共用產品的業務流程和產品知識，包括從提出概念到產品退出市場整個生命週期的各個階段。
产品生命周期是一种战略性的业务模式，支持产品信息在全企业和产品全生命周期内（从概念到生命周期结束）的创建、管理、分发和使用，它集成了员工、流程和信息等要素。
在理想情况下，所有参与某项产品的系统和部门，有权使用同一个数据库：从计划（PPS/ERP），设计（CAD），计算（CAE），成形到控制（CAM），销售和服务。
但事實上，沒有一個PLM產品能完全滿足所有企業資訊整合需求，也沒有任何一個企業能完全使用套裝軟體既有功能而不作任何客製化開發之導入方式完成系統建構，而每一套PLM解決方案亦各有千秋；有些產品是從產品設計觀點及工程角度出發，重視產品協同設計的能力；有些產品是從整體平台出發及專案管理出發，重視產品生命週期管理的能力；有些則是以產品知識累積及企業流程管理出發，重視產品結構及知識累積的能力等。

## PLM功能與相關聯結
- PLM一般有以下功能：

1. 安全控管產品料號與文件的發行。
2. 能清楚知道因發行時間的延遲與變更，而受影響的項目。
3. 透過精密的流程設計，使變更管理自動化與更有效率。
4. 能有效管理跨全球與多層次的供應商名單。
5. 提供一個環境來管理製造商與產品內容。
6. 使當前的產品記錄同步在生產製造系統中。
7. 为新产品的发展计划提供帮助。
8. 帮助公司进行鉴定当产品需要重新设计，重振或召回。

- 產品生命週期管理（PLM）同時支持三種互相獨立但又緊密關聯的流程：

1. 供應鏈（Supply chain）協同 - 可以讓使用者獲取產品在公司內外的的專業知識和經驗
2. 產品開發 - 可以幫助使用者在更好的設計環境中開發更優的產品
3. 企業流程集成 - 可以集成公司所有業務流程中的產品資訊

## 產品生命週期
1、產品開發期（New product development stage）
- 產品測試
- 市場調查

2、產品介紹期內（Market introduction stage）
- 產品推廣

3、產品生命成長期（Growth stage）
- 生產規模擴展

4、產品生命成熟期（Mature stage）
- 特徵：模仿者及翻版湧現

5、產品生命結束期（Decline stage）
- 特徵：當產品功能過時，有待更新。例如膠卷攝影被數碼攝影取代。

6、产品生命延长期 （Extension stage）

## 延长產品生命週期
1. 寻找产品新市场
2. 完善产品系列
3. 以新目标市场生产研发产品

## 相关内容
- 企业资源计划（ERP）
- 物料需求计划（MRP）
- 制造资源计划（MRP II）
- 客户关系管理（CRM）
- 供应链管理（SCM）
- 人力资源管理（HRM）
- 信息资源规划（IRP）
- 办公自动化（OA）
- 企业流程再造（BPR）
- 應用程式生命週期管理（ALM）